# Ріо-Кларо (комуна)
Ріо-Кларо (ісп. Río Claro) — комуна в Чилі. Адміністративний центр комуни - селище Кумпео. Населення - 2651 людина (2002). Селище і комуна входить до складу провінції Талька і регіону Мауле.
Територія — 431 км². Чисельність населення - 13 906 мешканців (2017). Щільність населення — 32,3 чол./км².

## Розташування
Селище розташоване за 39 км на північний схід від адміністративного центру області міста Талька.
Комуна межує:
- на півночі - з комуною Моліна
- на сході — з комунами Пеларко, Сан-Клементе
- на заході - з комуною Сан-Рафаель